# 上海市医疗急救中心
上海市医疗急救中心创建于1950年，负责上海市中心城区院前急救工作和全市性应急保障任务，紧急状态下统一指挥、调度全市院前急救资源。其原名为“上海市人民政府卫生局巡回医疗队”。2001年3月，新的總部上海市医疗急救中心大楼落成。2022年1月12日上午，上海市医疗急救中心启用院前急救科普文化基地以及院前急救云调度平台。

## 设施设备
上海市医疗急救中心配备用于救治、监护、转运患者的监护型急救车千余台，并拥有分布于中心城区的50个急救分站，平均每2个街道设置1个分站，急救网络框架基本形成。市调度指挥中心常设调度席位24个，拥有全球定位导航、电子云地图、固话地址自动显示、手机定位、计算机自动调派、无线通讯等系统。
截至2023年5月1日，中心配监护型救护车共约1410辆，平均大约每1.76万人拥有一台急救车，目前主要使用的是从日本引进的丰田海狮监护型救护车。为配合疫情防控，中心配置了至少19台负压救护车，用于转运新冠肺炎（疑似）患者。

## 医疗保障
上海市医疗急救中心历年承担了大量国际会议、重要活动及突发事件的医疗急救保障和救灾工作，如2003年抗击非典、2008年四川抗震救灾和奥运会足球赛区保障、2009年甲型H1N1流感防治、2010年世博会、2011年胶州路特大火灾救援、2014年亚信峰会保障、2016年G20峰会保障、2018年首届中国国际进口博览会保障，2020年新冠病毒肺炎疫情防控与武汉驰援，以及每年的F1中国大奖赛、国际马拉松大赛等体育赛事保障，得到政府和社会的高度认可，荣获全国文明单位称号。

## 急救培训
中心作为全国急救人员培训中心，开设急救医学、危重病急救及初级救生等课程，著有《实用急救学》、《院前医疗急救》等培训教材。中心面向世界，广泛交流，历年举办了大陆首次心肺复苏急救基础生命支持教员培训班、首届亚太地区公共卫生和急救管理培训班、中法院前医疗急救与灾害医学能力建设培训班等。2015年，上海美国心脏协会培训中心正式在本中心挂牌，目前拥有AHA认证的导师19名，其中包括3名主任导师，引入美国心脏协会指定课程，开设有AHA-BLS、ACLS和First Aid CPR AED证书课程等各类各等级培训班。